# Red de Relaciones Internacionales y de Seguridad
La Red de Relaciones Internacionales y de Seguridad (ISN) (International Relations and Security Network) es un organismo público suizo fundado en 1994 con base en Zúrich (y una subsede en Nueva York) que forma parte del Centro de Estudios para la Seguridad (Center for Security Studies) de la Escuela Politécnica Federal de Zúrich y sostiene una amplia variedad de recursos para fomentar el intercambio de información en las relaciones internacionales y de seguridad entre Estados y profesionales en todo el mundo. Su director general en 2008 era Henrik Gudat.
El ISN mantiene estrechas relaciones con los principales institutos internacionales asociados -institutos de investigación, grupos de reflexión (Think Tank), gobiernos y organizaciones no gubernamentales. Organiza conferencias y seminarios con sus socios, que reúnen a expertos y responsables de formular políticas, y fomentar el intercambio electrónico de información entre las partes.
Entre sus aportaciones más notables destacan las publicaciones en línea, contenidos de aprendizaje interactivo, enlaces, eventos e información y documentación de cualquier servicio relacionado con sus fines al que se tiene acceso de forma gratuita.